# フアン・アントニオ・フレチャ
フアン・アントニオ・フレチャ（Juan Antonio Flecha、1977年9月17日- ）は、アルゼンチン・ブエノスアイレス出身で、スペイン国籍の自転車競技選手。
ロードレース選手屈指のルーラーであり、ワンデイレースのスペシャリストとして多くのクラシックレースで活躍した。
2013年、所属チームヴァカンソレイユ・DCMの解散をもって、現役引退。ツアー・オブ・北京が最後のレースとなった。

## 経歴
2000年にリラックス・フエンラブラダと契約を結びプロデビュー。
2001年
- ポルトガルで開催されるステージレースのGP・インテルナティオナル・コルテス＝ミツビシで総合優勝した。

2002年、iバネスト.comに移籍。
2003年
- 初出場のツール・ド・フランスの第11ステージで大逃げでの勝利を決めて、一躍名を上げた。

2004年、ファッサボルトロに移籍。
- チューリッヒ選手権 優勝
- ジロ・デル・ラツィオ 優勝

2005年
- ヘント〜ウェヴェルヘム 2位
- パリ〜ルーベ 3位

2006年にファッサボルトロが解散したことに伴い、ラボバンクへ移籍。
- パリ〜ルーベ 4位
- エネコ・ツアー 総合7位
- GP西フランス・プルエー 2位

2007年
- パリ〜ルーベ 2位

2008年
- ロンド・ファン・フラーンデレン 3位

2010年、チーム・スカイへ移籍。
- オムロープ・ヘット・ニウスブラート優勝。
- パリ〜ルーベ 3位

2011年
- オムロープ・ヘット・ニウスブラット 2位
- パリ〜ルーベ 9位

2012年
- ツアー・オブ・カタール 総合3位
- オムロープ・ヘット・ニウスブラット 3位
- パリ〜ルーベ 4位

2013年
- ヘント〜ウェヴェルヘム 5位
- パリ〜ルーベ 8位
- ツール・ド・フランス第12ステージ敢闘賞

## エピソード
- 2003年のツール・ド・フランスの勝利ではゴール時に弓を引き放つポーズを決めて[2]話題となった。これは自身の名前である「フレチャ」がスペイン語で「矢」を意味することにひっかけている。

- 2005年のヘント〜ウェヴェルヘムでは終盤でアタックを成功させ、逃げ切りかと思われたが、後方から追い上げたニコ・マッタンにラスト300mで抜かれてしまった。しかしこの時のマッタンの追い上げは、通常は反則とされる審判車とニュートラルカーによるドラフティングを巧みに利用したものだったため、レース後しばらく審議が続いたが、車の前方が詰まっていたことなどを理由に結果は覆らず、結局2位となった。

- 2008年のブエルタ・ア・エスパーニャではシカの頭をかぶり星条旗を担ぐという出で立ちで路肩を併走していたファンからその星条旗を奪い取り路肩に捨てるというパフォーマンスを演じ、実況席の大爆笑を誘った。これが縁で翌日はこのファンと仲良く併走する姿を見せている。

- 2011年のツール・ド・フランスでは第9ステージで中継車に跳ねられる（更にジョニー・フーガーランドを巻き込んでしまい、フーガーランドは有刺鉄線の柵に突っ込んでしまった）という事態に見舞われてしまうが、二人ともレースに復帰し、完走している。

- 一般的にスペイン系の選手が苦手とするロンド・ファン・フラーンデレンやパリ〜ルーベなど荒れた石畳が登場するレースを非常に得意としているため「スペイン生まれのベルギー人」と言われることがある。

- 2013年の第100回ツール・ド・フランス第1ステージでは、逃げ集団を形成、さらにその逃げ集団をあえてプロトンに近づけるという方法を試行する。この方法は「フレチャ・スペシャル」と呼ばれ、プロトンと実況席を大混乱させた。実況の解説を担当していた栗村修氏をして「プロトンという巨人に対して落ちている道具で何とかしようとする工夫」と言わしめた。フレチャ・スペシャルは記録に残る成果を上げたとはいえないが、彼のもつ経験としたたかさを十分に見せつけた。